# 제퍼슨 F. 롱
제퍼슨 프랭클린 롱 (Jefferson Franklin Long, 1836년 3월 3일 ~ 1901년 2월 4일)은 미국의 공화당 정치인으로 조지아주의 첫 아프리카계 미국인 의원이자 미국 하원에서 연설하는 데 첫 흑인 의원이었다.

## 인물
흑인 노예 여성과 백인 남성에게 노예로 태어난 롱은 1840년 미국 인구조사국에 의하여 조지아주 크로퍼드군에 있는 녹스빌에서 적당한 토지 소유와 함께 한 재단사 제임스 C. 로이드의 가정에서 노예 주민으로 등록되었다.  1850년대 동안 로이드가는 녹스빌에서 메이컨으로 이주하였으며 롱을 데려갔다.  도착한지 얼마 안되어 그들은 현저한 기업인 에드워드 솔즈버리에게 롱을 팔았다.
롱은 재단업에 잘 적응했고 곧 자신의 새 주인에 의하여 상점에 자리를 잡았다.  노예 무역은 메이컨에서 활발하고 잘 진행되었으며 롱은 앞자리에 있었으며 그의 상점은 노예 경매 블록에서 거리를 건너서였다.  그에게 다행이도 상점은 지방 신문 옆집이었다.  롱이 수선이나 재봉을 하지 않았을 때 자신에게 읽고 쓰는 것을 가르치면서 자신이 주의 깊게 관찰한 활동으로 그는 복사를 설정하는 데 신문에서 조판공들에게 간청하고 있었다.  1860년 롱은 루신다 카하트에게 결혼하여 가족을 시작하였다.
남북 전쟁이 끝날 무렵에 롱은 사회의 활발한 회원이었다.  그는 자신의 상점에 설립되었고 헨리 맥닐 터너가 이끈 메이컨의 아프리카 감리교 감독교회의 활동적인 회원이었다.  터너의 영향력 아래 롱은 1867년 조지아주 교육 협회의 회의에서 자신의 첫 정치적 출연을 이루었다.  롱은 또한 터너에 의하여 이끌어지고 아프리카 감리교 감독교회를 통하여 설립된 프로젝트인 조지아주 해방노예 저축 은행의 설립에 관여했을 수도 있다. 
1867년 롱은 공화당의 현저한 당원이 되어 당의 주요 연설자들과 정치적 결성자들 중의 하나로 임명되었다.  그는 조지아주와 남부의 거의 전역을 여행하여 1867년 의회 재건 행위의 통과를 칭찬하였고 해방노예들에게 투표하는 데 등록하도록 촉구하였다.  부분적으로 그의 노력의 결과로서 37명의 아프리카계 미국인들이 1867년 조지아주 헌법 전당대회로, 그리고 32명이 주의 입법부로 선출되었으며 그들 중에 터너가 있었다.  롱은 소작인들을 위하여 공공 교육, 최고 임금과 더욱 나은 조건들을 주창한 회의들을 결성하면서 자신의 동료 인류의 생활 조건을 개선하기 위해 일하는 데 자신의 여가 시간의 거의를 바쳤다.  그는 메이컨에서 흑인 상호부조인 유니언 노동 조합 학장 관사를 결성하는 도움을 주기도 했다.
1870년 12월 롱은 제41회 의회에서 자신이 공석을 채우는 데 선출되었을 때 조지아주의 첫 아프리카계 미국인 의원이 되었다.  롱의 선거에 대비하여 조지아주의 하원들은 미국 수정 헌법 제15조을 비준하는 데 주의 입법이 실패한 후 의회에 의하여 해고되었다.  한번 조지아주가 재입학을 위한 상태들을 만나 주의 대표단은 의회 회의의 나머지를 위하여 돌아가는 데 허용이 되었다.  하지만 1867년에 선출된 조지아주의 하원 의원들은 제41회가 아닌 제40회 의회에 지내는 데 자격이 있었기 때문에 다시 한번 거절당했다.  상황은 1869년 3월부터 1870년 12월까지 의회에서 조지아주를 대표없이 놓았다.  제41회와 제42회 회의를 위한 선거들은 백인 후보들을 위하여 완전한 임기 기간을 예약했던 동안 단축된 회의를 위하여 흑인 후보들을 공화당이 승진시키면서 1870년 12월 20일 동시에 열렸다.  롱은 1871년 1월 16일부터 3월 3일 회의의 말기까지 지냈다.
의회에서 자신의 첫 기간 동안 롱은 2월 1일 하원에서 연설하는 데 첫 아프리카계 미국인이 되었을 때 다시 역사를 만들었다.  공직을 추구했던 전직 남군들의 요구되는 선서를 수정할 사면 법안이  상원을 통과시켰고 하원에 의하여 투표에 의하여 결정되었다.  해당 법안에 반대한 롱은 "그러고나서   “국가가 준비가 안 됐을 때 우리의 거리들을 통하여 충성스러운 사람들이 '성조기'를 감히 지닐 수 없을 때, 만약 그들이 그렇게 한다면 그들은 직장에서 쫓겨날 것이고 이러한 쿠클럭스의 만행을 저지른 사람들을 정치적 무능력느오 해방시키는 데 그렇다면 우리는 오늘 여기서 정말로 제안합니까?”라고 의문하였다.  그럼에 불구하고 법안은 그날 후반에 118 대 90의 투표로 통과하였다.  
재건 시대가 끝나고 자신이 싸운 자유가 줄어들기 시작하면서 롱은 정치 체제에 환멸을 느꼈다. 1872년 선거의 날에 그는 흑인 투표인들을 집결시키고 그들이 무장한 백인들과 만났던 메이컨에서 투표소들로 그들과 함께 행렬하였다.  이어지는 폭동에서 최소한 3명이 살해되었고 대부분의 흑인 투표인들은 투표하기 전에 달아났다. 
롱은 다시는 공직을 맡지 않았다.  그는 공화당의 급진파에 충성으로 남아있었고 1880년을 통하여 국가의 전당회의에 대표단으로 지냈으나 당은 갈라졌다.  버본 민주당원들은 남부를 되찾았고 롱은 흑인들이 잃은 땅을 되찾을 수 있는 유일한 방법은 독립적인 아프리카계 미국인 투표 블록을 결성하는 것이라는 것을 알아차리기 시작했다.  1880년 롱은 자신의 이론을 실천에 옮기고 버본 삼인조의 일원인 주지사 앨프레드 H. 콜큇의 재선을 지지하였다.  흑인 공화당원의 투표의 지지와 함께 콜큇은 자신의 민주당 상대 후보 토머스 노우드를 꺾었다.  백인 민주당원들은 콜큇과 노우드 사이에 갈라지고 백인 공화당원들은 노우드를 지지하였다.  (공화당은 자신들의 후보를 제공하는 데 실패했다)  그러므로 롱은 백인들이 나뉘어졌을 때 흑인 투표가 중요할 수 있다는 것을 성공적으로 입증하였다.
하지만 1884년까지 아프리카계 미국인들은 공화당에서 거의 자신들의 권력을 잃었고 주의 정치에서 더이상 영향적이지 않았다.  환멸을 느낀 롱은 정치에서 물러났다. 그는 민간인으로서 자신의 일생의 나머지를 살면서 메이컨에서 첫 세탁소 설립을 포함한 몇몇의 기업들을 운영하였다.  그는 부유한 사람이 아니었으나 자신의 재산을 소유하였고 자신의 6명의 자녀를 전부 교육시킬 수 있었다.  그는 자유시간을 모두 도서관에서 책을 손에 들고 보냈다.  1901년 2월 4일 롱은 인플루엔자로 사망하여 메이컨의 린우드 묘지에 안장되었다.  
롱은 1972년 앤드루 영의 선거까지 하원에서 조지아주를 대표하는 데 단 하나의 아프리카계 미국인으로 남아있었다.